# The Nightmare (film)
The Nightmare è un film documentario statunitense del 2015 diretto da Rodney Ascher. Il film è stato presentato in anteprima mondiale il 26 gennaio 2015 al Sundance Film Festival 2015 e si concentra sul tema della paralisi del sonno. Ascher scelse di fare questo film dato che in passato ebbe questo disturbo.
La troupe del film inizialmente ha iniziato ad avvicinarsi ai partecipanti tramite "gruppi di messaggi, video di YouTube e una mezza dozzina di libri che erano stati scritti", ma ha scoperto che i partecipanti hanno iniziato ad avvicinarsi a loro dopo l'annuncio della premessa del documentario.

## Trama
Il documentario si concentra sulle persone che soffrono di paralisi del sonno, un fenomeno in cui le persone si trovano temporaneamente incapaci di muoversi, parlare o reagire a qualsiasi cosa mentre si addormentano o si svegliano. Occasionalmente queste paralisi saranno accompagnate da esperienze fisiche o allucinazioni che hanno il potenziale di terrorizzare un individuo. Nel film, Ascher intervista ogni partecipante e poi cerca di ricreare le loro esperienze su pellicola con attori professionisti.

## Distribuzione
The Nightmare è stato presentato in anteprima al Sundance Film Festival 2015 il 26 gennaio 2015, prima di arrivare a South by Southwest il 13 marzo. Il film è entrato in una versione limitata nelle sale il 5 giugno 2015, ottenendo anche un'uscita online.

### Critica
Il film ha ricevuto recensioni generalmente positive dalla critica. Ha una valutazione del 71% su Rotten Tomatoes, sulla base di 58 recensioni.  Su Metacritic il film ha un punteggio di 69 su 100 basato su 16 critici, indicando "recensioni generalmente favorevoli".
Il film ha ricevuto elogi da organi di stampa come Indiewire, Screen Daily e Variety, quest'ultimo ha scritto che "Mescolando teste parlanti, ricreazioni surreali della buonanotte e tattiche di paura spudoratamente aggressive, il secondo film di Ascher giocoso e visivamente inventivo non è allo stesso livello di Room 237 ma che "condivide con il suo predecessore un affetto deformato per i narratori eccentrici e il desiderio di dare una forma cinematografica vivida alle loro immaginazioni più oscure, se questo è davvero quello che sono."
Shock Till You Drop ha sottolineato come il film sia stato accolto bene al Sundance, dove uno spettatore "ha pianto di gratitudine per il film", e ha continuato affermando che sebbene Ascher non abbia consultato scienziati o medici professionisti, il documentario è stato comunque spaventoso.
IGN è stato più negativo, assegnando al film un punteggio di 3,5 su 10 affermando "Come una persona che galleggia sull'orlo del sonno che non soccombe mai del tutto, The Nightmare sfiora il soggetto ma non si tuffa mai veramente".